# Xestia mysarops
Xestia mysarops är en fjärilsart som beskrevs av Charles Boursin 1963. Xestia mysarops ingår i släktet Xestia och familjen nattflyn. Inga underarter finns listade i Catalogue of Life.